# Trog (Behälter)

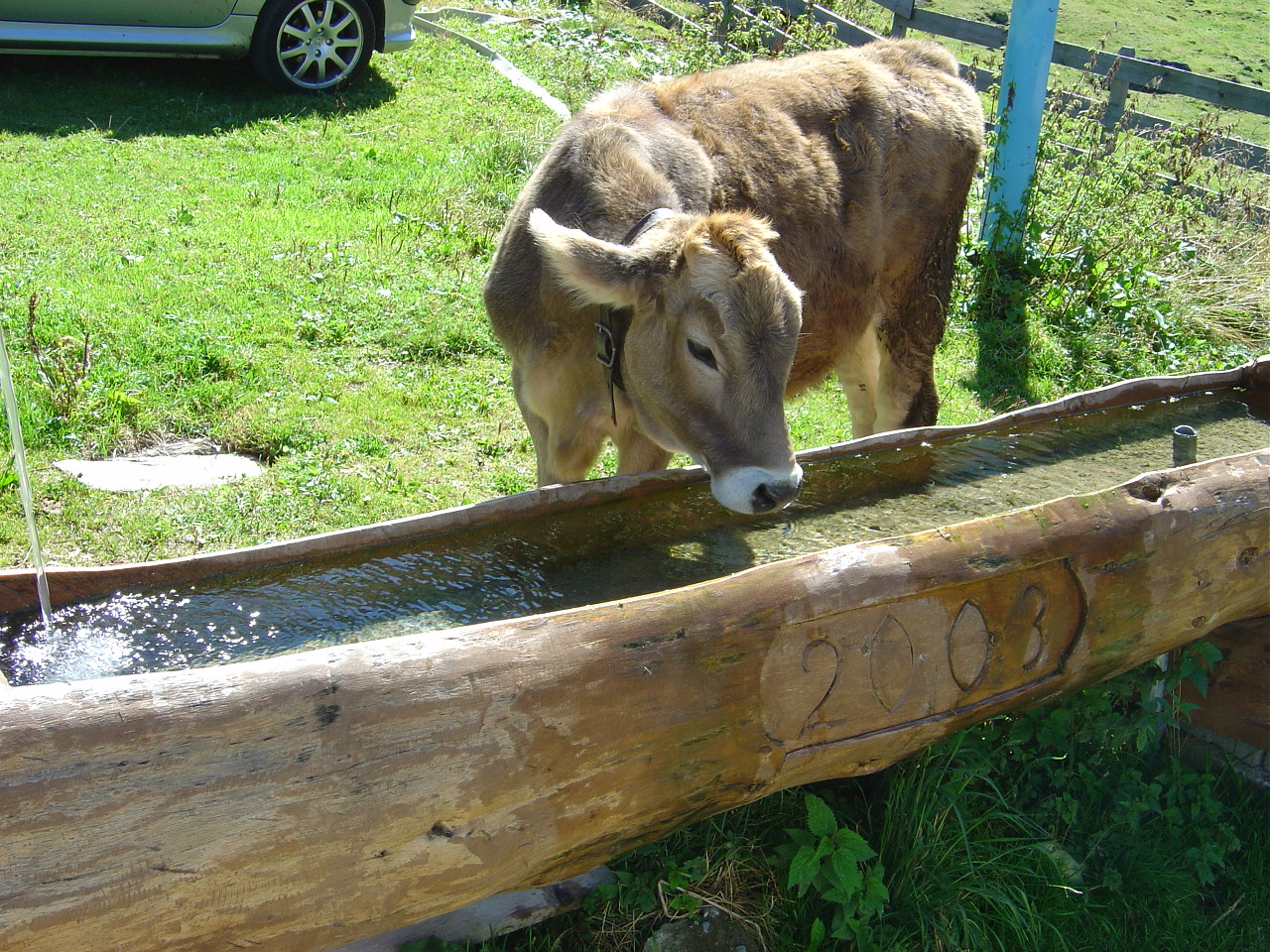
Hölzerner Wassertrog

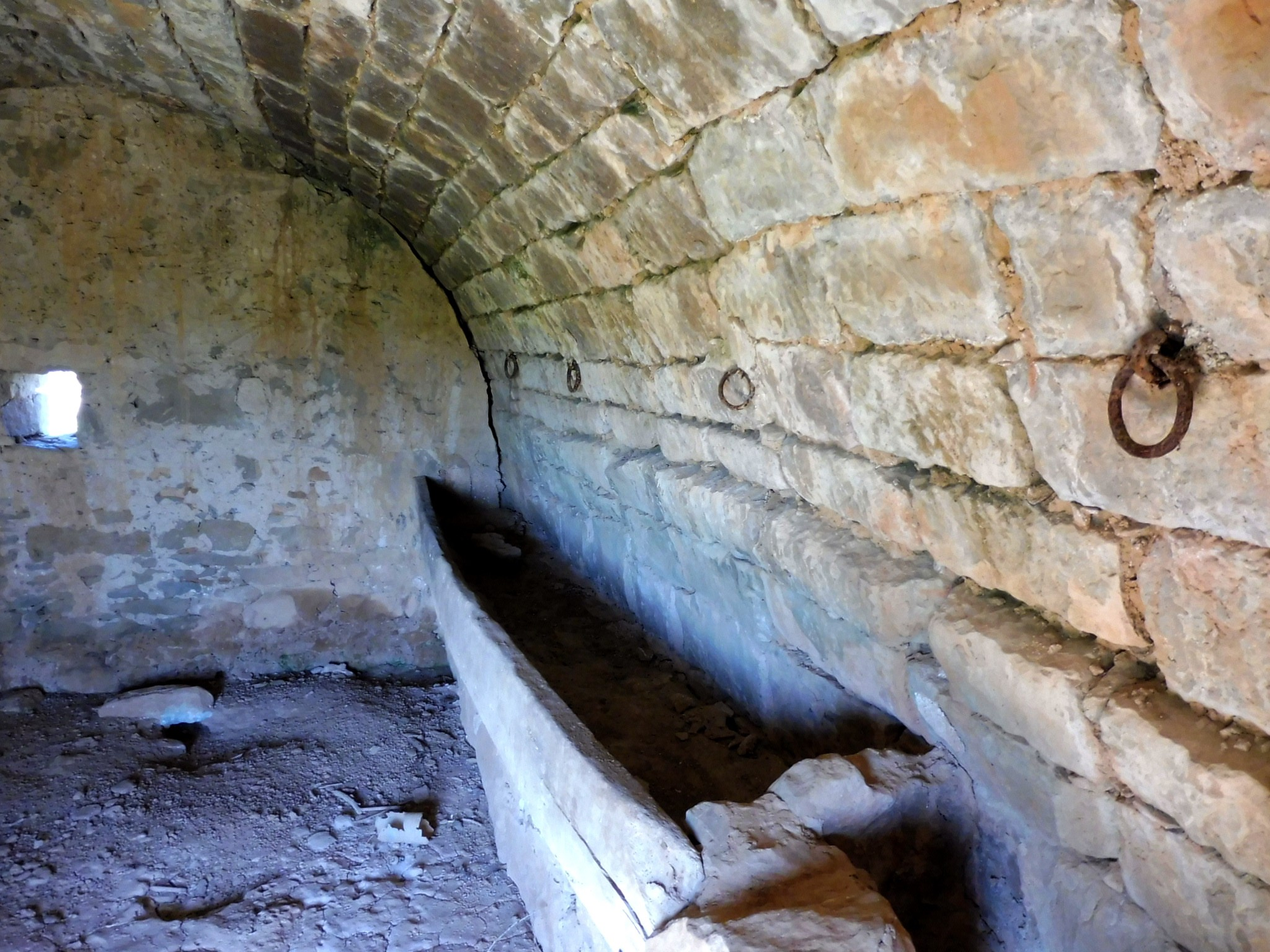
Steinerner Futtertrog, Katalonien

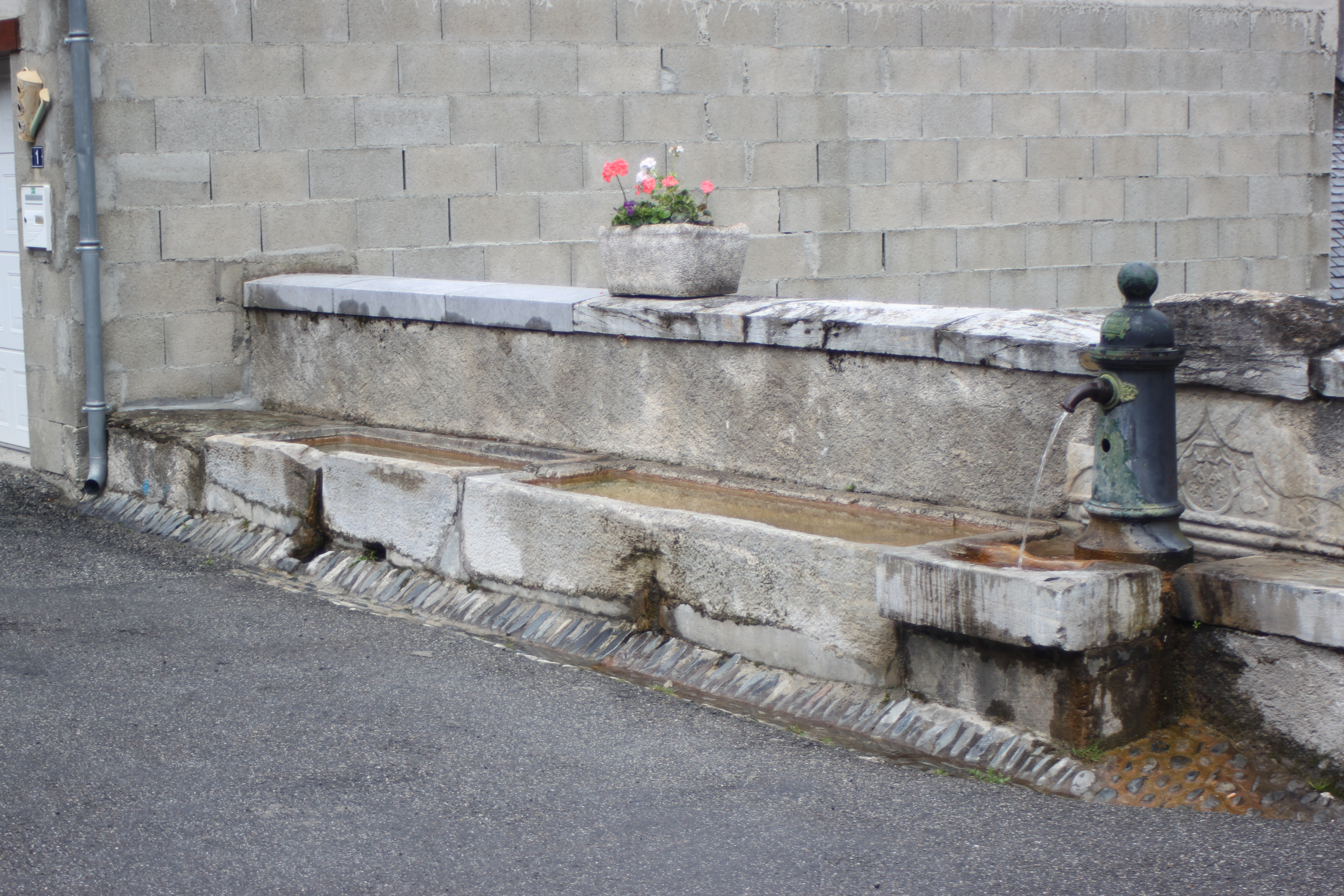
Viehtränke, Hautes-Pyrénées

Ein Trog ist ein großer offener länglicher Behälter, der hauptsächlich der Aufnahme von Tiernahrung (Futtertrog) oder Trinkwasser für Mensch und Tier (Wassertrog) dient. In Altbayern und im österreichischen Alpenraum werden diese Tröge – insbesondere bei Brunnen und Wasserbecken – als Grand(er) bzw. Wassergrand(er) bezeichnet.
Ein Trog steht – im Unterschied zu einem transportablen Eimer – im Allgemeinen an einem festen Platz direkt auf dem Boden. Abgrenzungen zum Begriff „Wanne“ sind manchmal schwierig (z. B. „Mörtelwanne“ etc.)
Technisch gesehen sind auch Sarkophage nichts anderes als Tröge; sie sind allerdings durch einen Deckel geschlossen.

## Materialien
Tröge konnten – je nach Funktion – sowohl aus Stein, als auch aus Keramik, Holz und Metall (Kupfer, Zink) gefertigt werden. In vielen Fällen war ihre Wasserdichtigkeit von Bedeutung.

## Geschichte und Verwendung
Die ältesten bekannten monolithischen Steintröge stammen aus Göbekli Tepe, Ostanatolien, und dienten sowohl zur Aufbewahrung als auch zur Wässerung und Gärung von Getreide zwecks der Herstellung von Bier. Beispiele aus jüngerer Zeit sind Viehtränken oder die Wasserauffangbecken im Gebirge oder an Brunnen. Seit dem ausgehenden Mittelalter wurden Tröge auch gemauert und fanden ihren Platz in Waschhäusern.
Ein für Heu und Stroh geeigneter Futterbehälter in Rinder-, Esel- oder Pferdeställen oder für das Wild im Wald wird als Krippe (typisch: Holzlattenbauweise) oder Raufe (Baustoff Holz, Metall oder Plaste) bezeichnet (vgl. auch Weihnachtskrippe).